# Dreifensterhaus

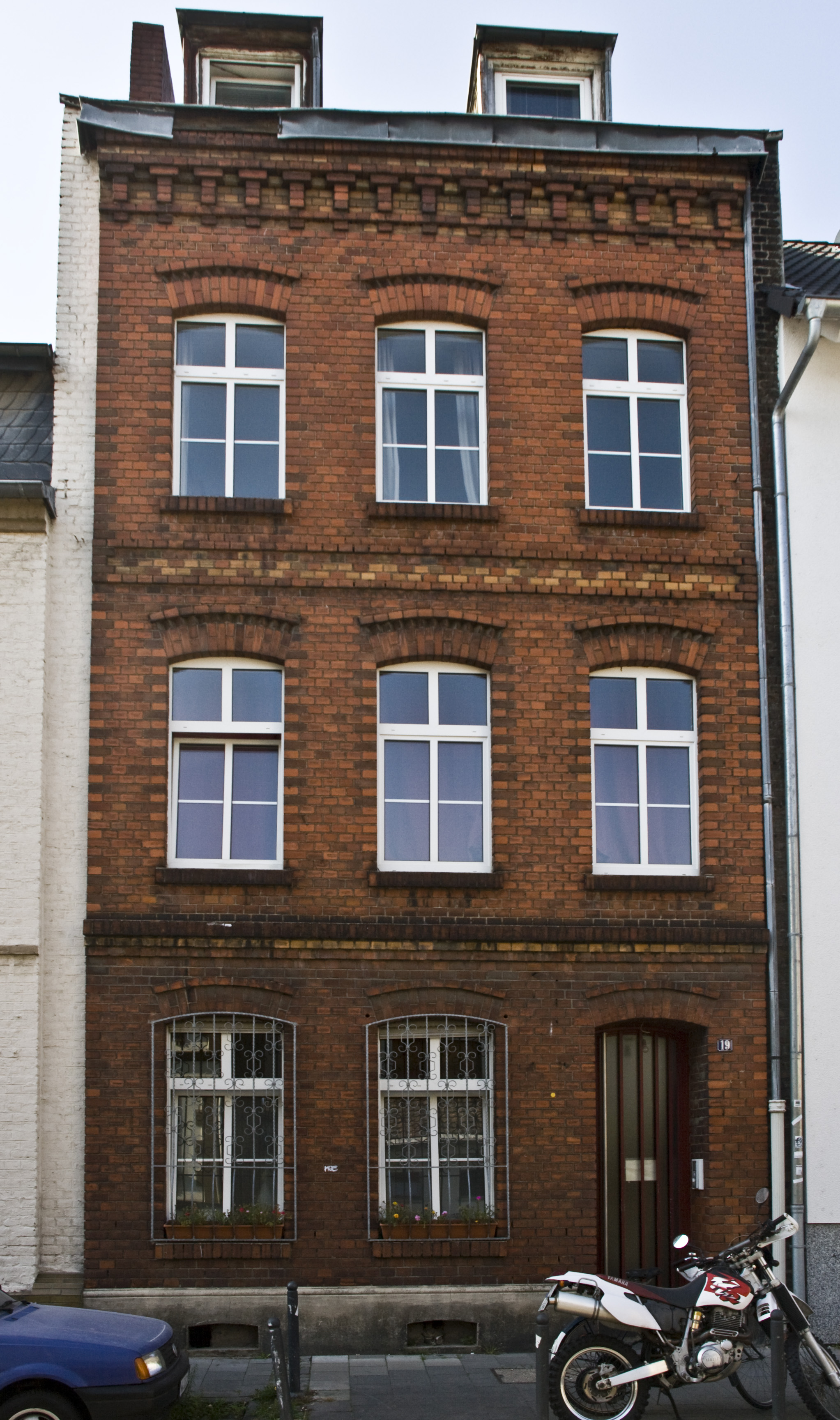
Dreifensterhaus mit Backsteinfassade in Köln-Ehrenfeld

Das Dreifensterhaus ist ein Bautyp relativ schmaler und in Reihe errichteter städtischer Wohnhäuser mit nur drei Fensterachsen, der im Köln-Aachener Raum so genannt wird.

## Geschichte
Das Dreifensterhaus war ab der Mitte des 19. Jahrhunderts eine verbreitete Bauform für Wohnhäuser. Sie finden sich vor allem in den urbanen Gebieten des Rheinlandes. So galt das „Dreifensterhaus mit oder ohne Anbau […] [als] eine ausgeprägte rheinische Bauform, die gerade hier in ausgedehntester Weise zur Anwendung gekommen ist“.
Charakteristisch und namensgebend sind die drei Fensterachsen der mehrgeschossigen Vorderfront. Dreifensterhäuser wurden in gleichmäßiger Reihung errichtet, die Gestaltung erfolgte durch die unterschiedliche Fassadendekoration jedoch individuell.
Die Gebäude waren relativ schmal, weil nach der preußischen Bauordnung Häuser mit einer Breite von bis zu 20 Fuß (etwa 6,28 Meter) von Steuerabgaben befreit waren. Auch das später entstandene Vierfensterhaus war im Grundriss und Raumgestaltung dem Dreifensterhaus ähnlich – „Wie das Dreifensterhaus, so bringt auch das Vierfensterhaus jener Zeit wenig verschiedenartige Lösungen“. Die geringe Frontabmessung von 7 bzw. 9 m entwickelte dabei eine Grundrissform, die jahrelang verwendet wurde. Die Raumform war meist gleichförmig, die Innenausstattung wurde jedoch individuell gestaltet meist mit den oben genannten Raumteilern.
Häufig befanden sich in Parterre oder im Souterrain Hauswirtschaftsräume, Läden, Werkstätten, später Büros, Praxen oder auch Garagen. Nach hinten wurden sie oft durch Anbauten erweitert. 

## Aachener Dreifensterhaus

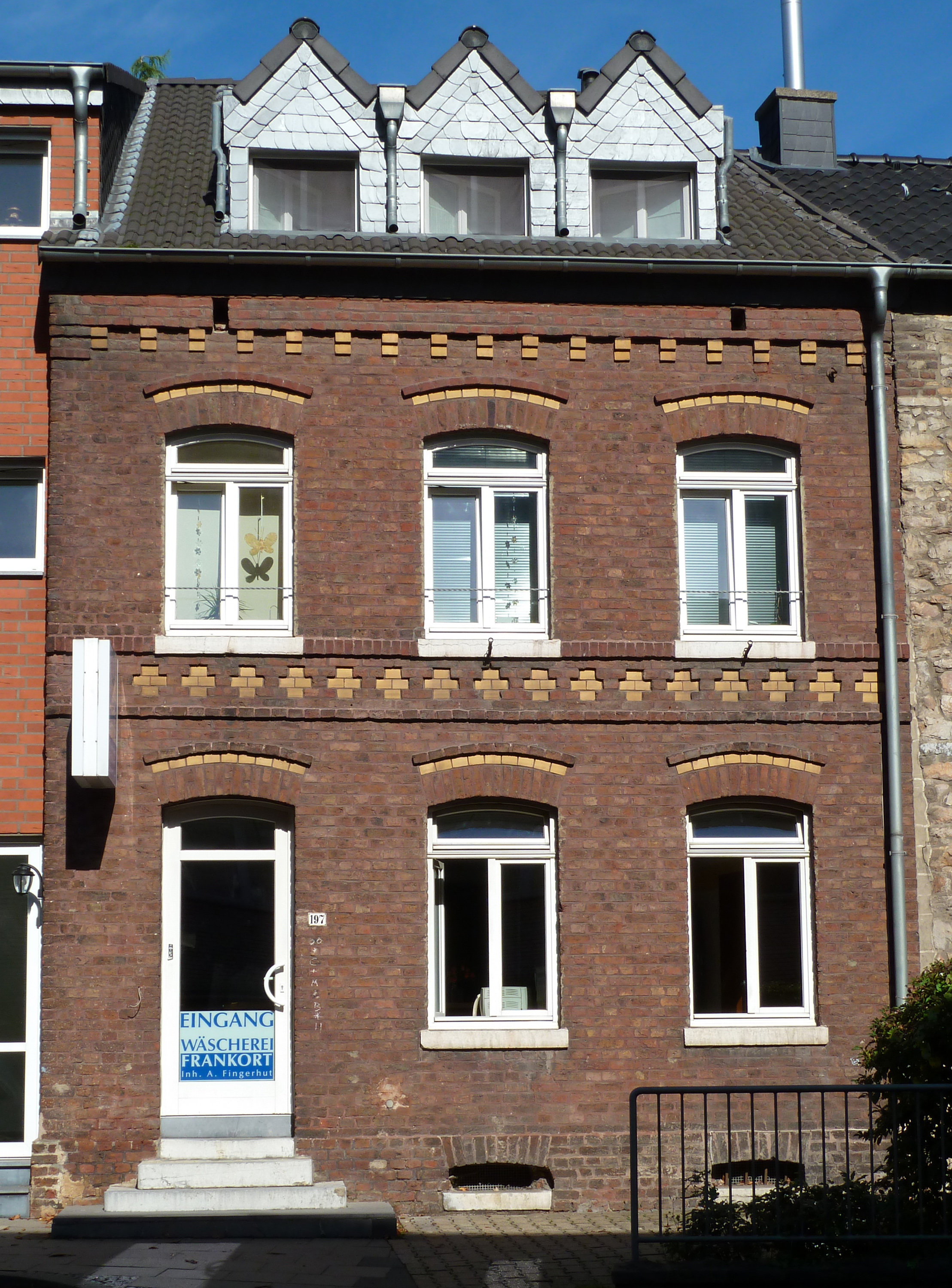
Denkmalgeschütztes Dreifensterhaus Aachen

Das Aachener Dreifensterhaus hat während der Renaissance von 1520 bis 1620 seine charakteristische Bauform aus dem traditionsreichen Dreifensterhaus entwickelt. Dieser Haustyp hielt sich fast dreihundert Jahre. Das Dreifensterhaus zählte zu den Aachener Bürgerhäusern. Das ursprüngliche Dreifensterhaus war giebelständig. Der Giebel wurde zum Symbol des Eigenbesitzes und der Selbständigkeit. Die Firstschwenkung von giebel- zur Traufständigkeit erfolgte um 1730.
Das Aachener Dreifensterhaus hat in dem niederdeutsch-flamischen Haustyp seine Entsprechung, dessen Verbreitung bis in den Hennegau erfolgte.
Zu den lokalen Charakteristiken gehörten der Grundriss bestehend aus einer 3,5 bis 5 m breiten Front und einer 8 bis 10 m langen Tiefe sowie die ganze oder teilweise Unterkellerung. Das Kellergewölbe bestand aus einer Tonne, die flach und durchlaufend war. Im Erdgeschoss gelangte man durch einen Zugang im Vorderzimmer in den Keller. Zugleich befand sich neben der Haustür ein Kellerhals für die Anlieferung von Waren und Kohle. Hinter dem Hof war oft ein Querbau errichtet, der als Werkstatt genutzt oder vermietet wurde.
Das Erdgeschoss bestand aus zwei Räumen, die von einer frontparallelen Fachwerkwand getrennt waren. Diese beiden Räume wurden als das Vorhaus oder Vorhuis und das Hinterzimmer, die Achterkammer bezeichnet und als Laden oder Werkstatt verwendet. Über eine Spindeltreppe in einem Winkel hinten im Vorhuis gelangte man in den Oberstock mit den Wohnräumen und der Küche. Später wurde die Spindeltreppe, die ein Seil als Handlauf hatte, in den Flur verlegt, der infolge des Einbaus einer weiteren Fachwerkwand, die senkrecht zur Front verlief, entstand. Diese Trennwände, auch Raumteiler genannt, hatten keine tragende Funktion. Die Spindeltreppe befand sich in der Flurmitte und war ohne Tageslicht. Zuweilen wurde zwischen den beiden Räumen ein Alkoven-Raum erstellt. Diese frühen Formen eines Reihenhauses hatten gemeinsame Brandmauern.
Laurenz Mefferdatis Entwurf für seinen Umbau von dem Haus zum Birnbaum beruhte auf diesem Grundriss.
Von Mefferdatis stammte eine Sonderform: Die Reihenhausanlage bestehend aus drei Dreifensterhäusern unter einem Dach, deren Front wie ein großes repräsentatives Wohnhaus wirkte. Das mittlere Reihenhaus wurde durch einen Giebel betont.
Sein Vorhaben sollte in der Jakobstraße Ecke Karlsgraben realisiert werden. Sein Auftraggeber war die Karlsschützengilde.

### 19. Jahrhundert
Im 19. Jahrhundert wurde das Aachener Dreifensterhaus teilweise mit historistischer Fassade gebaut.
In der 1812 angelegten Wilhelmstraße, der Verbindung zwischen Kaiserplatz und Burtscheid,  erfolgte die Erstbebauung mit einem Haustyp des Dreifensterhauses in 3-3 ½ Geschossen mit Backstein und Blausteingewänden.
In der Kasinostraße als Weiterführung der Wilhelmstraße in den oberen Teil Burtscheids wird dieser Bautyp in ausschmückender Gestaltung fortgesetzt, beispielsweise in dem Stadthaus Nr. 63.